# Neculai-Simeon Tatu
Neculai-Simeon Tatu (n. 2 august 1931 – d. 3 martie 1999) a fost un călugăr ortodox român, stareț al Mănăstirii Plumbuita din București. După Revoluția din 1989, Neculai-Simeon Tatu a fost ales senator  de municipiul București în două legislaturi consecutive (în legislatura 1990-1992 pe listele FSN și în legislatura 1992-1996 pe listele FDSN). În legislatura 1990-1992, 
Neculai-Simeon Tatu a fost membru în grupurile parlamentare de prietenie cu Republica Populară Chineză și Republica Argentina. În legislatura 1992-1996, Neculai-Simeon Tatu a fost membru în comisia pentru drepturile omului, culte și minorități.  